# Patallaqta
Patallaqta (do quíchua  pata  local elevado / acima, na parte superior / borda ou margem de um rio, costa, local  llaqta   vila, cidade, cidade, país, nação,  "assentamento em uma plataforma"),  Patallacta / Llactapata  também chamado Q'ente Marka do quíchua q'inti beija-flor, marka vila, "vila do beija-flor")  é um sítio arqueológico do Peru localizado na Região Cusco, Província de Urubamba, Distrito de Machupicchu. Está localizado a sudeste de Machu Picchu, na confluência dos rios Cusichaca e  Vilcanota em uma montanha chamada Patallaqta.

## Histórico
Em seu caminho para descobrir Machu Picchu Hiram Bingham, passou por Patallaqta em em 1911,  às vezes chamada Llaqtapata, como evidenciado pela fotografia de um ponto de verificação ao longo da trilha inca.  Seu sócio, Herman Tucker, relatou que o nome da cidade era Patallacta, contendo cerca de cem casas. Este sítio arqueológico está localizado a 1,5 km de distância da "Trilha Inca Clássica". 
Patallaqta foi totalmente incendiada por Manco Inca Yupanqui, durante sua retirada de Cusco em direção a Vilcabamba em 1536. Da mesma forma que destruiu vários assentamentos ao longo da Trilha Inca visava desencorajar a perseguição espanhola cortando o acesso a alimentação e insumos. Em parte devido a esses esforços, os espanhóis nunca descobriram Machu Picchu. 

## Descrição
Patallaqta era composta por 112 edifícios construídos em pedras rústicas unidas a argamassa de barro, às quais foram incorporadas pedras entalhadas. O principal destaque do sítio arqueológico é chamado Pulpituyoc, uma local cerimonial fora da concentração central de Patallaqta, mas intercomunicados por meio de estradas, caminhos e escadas. 
Patallaqta está localizado em uma superfície plana mais ou menos elevada na margem direita do rio Urubamba (Vilcanota). Existem três subsetores, divididos por estradas internas e uma praça trapezoidal no centro. O subsetor leste consiste em quatro grandes conjuntos arquitetônicos; o subsetor central tem dois grandes quarteirões com praças duplas e o subsetor oeste tem várias praças com edifícios voltados um para o outro, deixando um espaço aberto no meio.  No total o setor urbano é constituído por 23 conjuntos de edifícios contendo 109 salas 38 páteos e 63 espaços sem teto. 
O setor agrícola tem 600 x 150 metros e consiste em dois subsetores; o subsetor agrícola alto, próximo ao centro urbano, consiste de 12 plataformas longas e estreitas que também servem como terraços de apoio e o subsetor agrícola baixo consiste em cerca de 13 grandes terraços agrícolas. A agricultura foi possibilitada pela existência de um sistema de irrigação cuja água era captada na margem esquerda do rio Cusichaca. 
Na montanha acima de Patallaqta existiu um forte que controlava a região chamado  Willkaraqay (Willkaraki), nele também existia um observatório. 

## Galleria

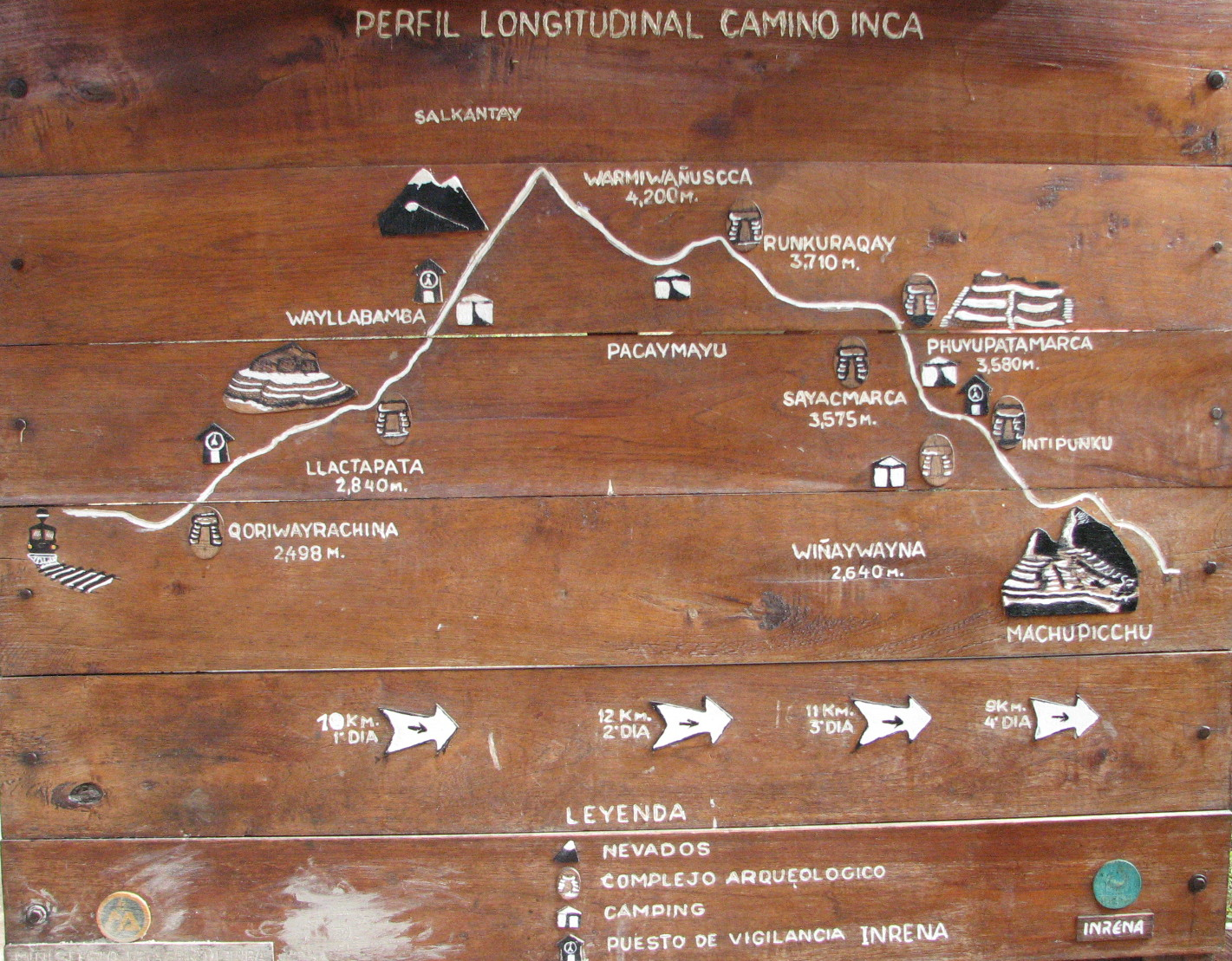
Placa identificando Patallaqta como Llactapata
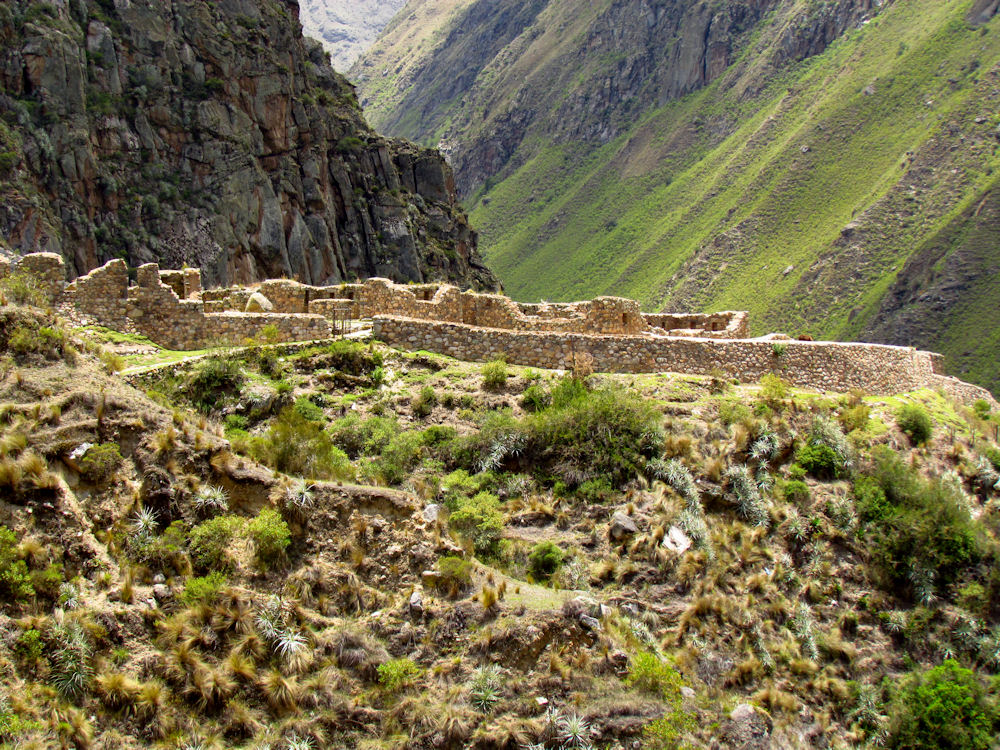
Ruínas de Willkaraqay
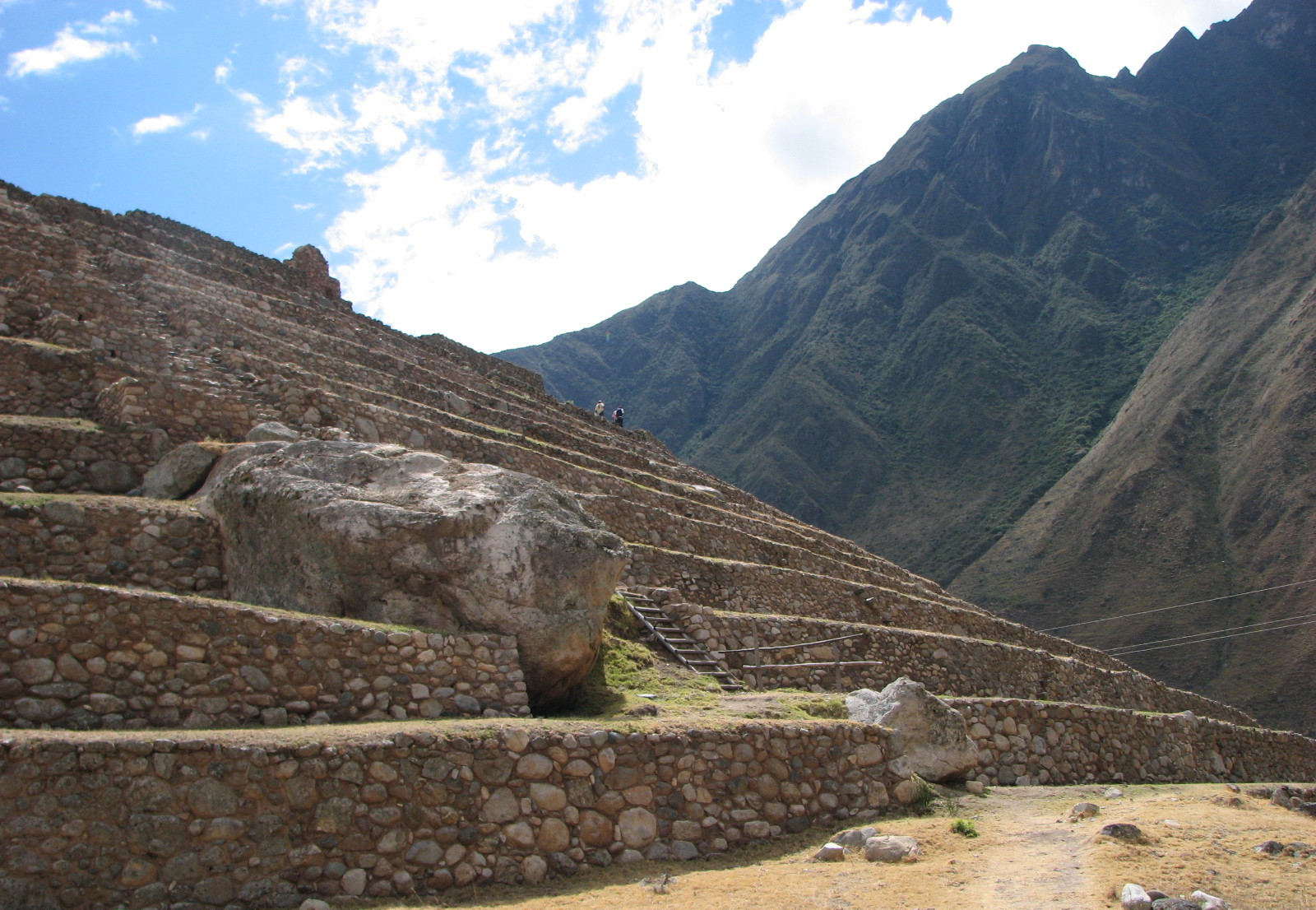
Terraços agrícolas de Patallaqta